# Университетская революция (Боливия)
Университетская революция в Боливии (исп. Revolución Universitaria de Bolivia) или Университетская революция UMSA — студенческие выступления 1970 года, начавшиеся на юридическом факультете Высшего университета Сан-Андреса (UMSA) в Ла-Пасе. Её основным содержанием было студенческое движение, которое, руководствуясь социалистическими тенденциями, стремилось к трансформации и реструктуризации университета, выражаясь в непризнании университетских властей и замене их революционными представителями. Предпринявшие её студенты считали, что с момента получения университетской автономии боливийские вузы продолжали функционировать в рамках прозападной, консервативно-либеральной системы, а целью их революции было такое высшее образование, которое имело бы влиятельную роль в целостном развитии Боливии, что не отвечало иностранным интересам.

## Контекст
С начала 1960-х годов обозначились вопросы, касающиеся университета как учреждения, чтобы поставить его на служение боливийскому обществу, и сближение различных идеологических групп (в том числе ранообразных левых радикалов: левых националистов, христианских социалистов, троцкистов, маоистов), ставивших под сомнение инструментальный вакуум в университете, мешавший думать о изменениях для страны. По данным специалиста по высшему образованию в Боливии Уаскара Таборги Торрико (который будет занимать пост министра образования и культуры на фоне событий «Университетской революции» 1970—1971 годовл), в этом десятилетии процент лиц с левыми убеждениями среди студенчества составил 62,5 %.
Споры о том, в каком направлении должны двигаться университеты, усилились после свержения в 1964 году Революционного националистического движения и прихода к власти военных диктатур, поскольку отличавшиеся левыми настроениями университеты стали однозначно идентифицировать американский империализм как врага национального развития и покровителя диктаторских режимов.

## События революции
Студенты настаивали на больших правах в решении внутренних университетских проблем, пересмотре учебных планов и программ. А главное, представители левых студентов потребовали открытия UMSA для народных слоёв, и Попечительский совет университета одобрил в январе 1970 года отмену вступительных экзаменов для демократизации образования, что привело к принятию 6000 новых студентов.
Это вызвало новые требования, которые необходимо было решить для подлинных изменений в образовании, такие как увеличение государственного финансирования и развитие инфраструктуры, поэтому студенты университета ожидали поддержки президента Альфредо Овандо Кандиа, который представлял своё военное правительство как «революционное» и «прогрессивное». Студенческая активность перерастала сугубо отраслевые вопросы и сосредотачивалась вокруг крупных общенациональных проблем: экономическое освобождение страны, защита национальных интересов от хищнических иностранных монополий, солидарность с борьбой горняков фабричных рабочих и других трудящихся.
Формальное начало университетской революции было положено в марте 1970 года конфликтом между преподавателями юридического факультета, в котором Совет директоров проигнорировал декана факультета, что разделило студенческое сообщество из-за несправедливости принятого решения. Это вкупе с неспоспобностью университета переварить увеличение числа студентов привело к заметной институциональной нестабильности.
Было сформировано преподавательско-студенческое собрание, на котором было установлено, что увольнение декана незаконно, и решено сформировать Революционный комитет, которому будет поручена реструктуризация университета на идеологическом, административном и содержательном уровне в сторону целей национального развития.

### Революционные намерения
Революционный комитет подготовил документ «Идеологические основы революции юридического университета 1970 года» (Bases ideológicas de la Revolución Universitaria de Derecho 1970), в котором указывал на империализм как на величайшее препятствие на пути гармоничного и всестороннего развития страны, поэтому объявлял себя врагом империалистов и всех их прислужников. Они заявили, что конечной целью университетской революции был социализм, в котором роль студентов университетов является решающей в строительстве новой Боливии, и для достижения этой цели необходимо защитить университетскую автономию. Наконец, они выразили свою солидарность с правительством Альфредо Овандо.
Университетскую революцию в Боливии можно рассматривать в рамках парадигмы новых социальных движений, начавшихся с восстаний 1968 года, поскольку она примыкала к глобальным мобилизациям студенчества и молодёжи против капитализма, авторитаризма и империализма, как это было с французским «Красным маем» или студенческими протестами в Мексике, породившими Коммунистическую лигу 23 сентября. В рамках этой парадигмы движение характеризуется следующим: отсутствием чёткой взаимосвязи между структурными ролями участников, культурным и символическим характером, который часто носят его требования, связанные с вопросами идентичности.

### Расширение движения
Другие факультеты UMSA осознали институциональную проблему и присоединились к движению, в то время как остальные студенты страны также присоединились к процессу, мобилизовавшись против правительства за то, что оно не удовлетворяло запросы академической системы.
Движение достигло крайней политической радикализации, и перед лицом безразличия правительства к его интересам и назначения Чарльза Мейера на пост заместителя министра по делам Латинской Америки в Соединенных Штатах дистанцировалось от правительства. Поэтому в своём стремлении укрепить университетскую борьбу студенты и преподаватели объединилась с Боливийским рабочим центром (COB), прежде всего Федерацией профсоюзов горняков Боливии (FSTMB), поддерживая классовую борьбу в пользу социализма.
Этот альянс побудил администрацию UMSA сформировать равноправные организации преподавателей и студентов на всех уровнях управления университетом; также было разрешено участие представителей профцентра COB в советах университетов.
Таким образом, заинтересованность студентов университетов в том, чтобы поставить себя на службу революционному движению, возглавляемому рабочим классом, позволила им политически артикулировать себя как «толпу» из-за своеобразия борьбы со своей собственной идентичностью.

### Угрозы университетской революции
В июне 1970 года в ряде департаментов Боливии прошли крупные студенческие волнения с протестом против убийства 16 июня в Кочабамбе чилийского партизана Армии национального освобождения Эльмо Каталана и его беременной жены, бывшей студенческой руководительницы Женни Кёллер (исп. Jenny Koeller), по одной версии, совершённого предателем в рядах АНО (и, возможно, организованного ЦРУ в провокационных целях), по другой — непосредственно ЦРУ после пыток.
Появились и ультраправые студенческие группы, настроенные против революционного процесса и занимавшиеся его публичной дискредитацией, называя студенческую революцию анархической. Им вторил и президент Овандио, заявлявший, что анархистские группы пытаются воспользоваться ситуацией для свержения правительства; глава МВД утверждал, что в студенческих беспорядках в Кочабамбе и Ла-Пасе замешаны агенты ЦРУ.
В начале июля 1970 года возник Националистический университетский фронт, опиравшийся на поддержку как правительства Овандо, так и крайне правой партии Боливийская социалистическая фаланга и банды «Лос Маркесес», состоявшей из гражданских лиц, преследовавших коммунистов. Фронт выразил согласие с Университетской революцией, но утверждал, что они собираются направить её к истинному предназначению и против зависимости от «красного империализма». Сторонники этого фронта и вооружённые отряды Боливийской социалистической фаланги с согласия армии захватили столичный университет (и университет в Санта-Крусе) насильственными методами, удерживая его целую неделю и оставив 8 студентов раненными. Одновременно правые круги армии добились от Альфредо Овандо отставки левонастроенного министра информации Альберто Байлея.

## Государственные репрессии
После государственного переворота августа 1971 года, возглавляемого Уго Бансером Суаресом, начались преследования, тюремное заключение, исчезновения и ссылки студентов, преподавателей и администраторов университетов.
22 августа 1971 года правительство отдало приказ о военной оккупации UMSA, где на юридическом факультете находилось около двадцати вооружённых студентов. Около 500 студентов перекрыли проспект и провели митинг, чтобы не допустить возвращения войск в университет. Солдаты при помощи поддержки с воздуха и расстрелов разогнали протестующих: семь человек погибли, 27 получили ранения и более 200 арестованы.
23 августа собрание преподавателей и студентов обратилось к правительству с просьбой вывести войска и полицию из зданий и территории университета, потребовало гарантий свободы преследуемым и задержанным сотрудникам и учащимся университета. Кроме того, они подтвердили свою приверженность принципам Университетской революции 1970 года.
Репрессии привели к дезорганизации студенческого движения, поскольку затруднили свободное объединение перед лицом угрозы жизни со стороны государственного терроризма.

### Закрытие UMSA
Пытаясь ликвидировать студенческую организацию, правительство постановило приостановить деятельность университета в UMSA до 1973 года, что нанесло дополнительный ущерб стране из-за нехватки специалистов. Также было запрещено выдавать визы. студентам, которые хотели продолжить учёбу за рубежом.
Впоследствии правительство Уго Бансера предложило построить Университетский город, который должен был финансироваться за счет бюджета, выделенного UMSA Была создана Комиссия по реформе национального университета при Министерстве образования под руководством доктора Аугусто Мендисабаля Мойи. Студенческое расценило действия властей как фашистские; в результате которого на улицы вышли около 30 000 студентов и более 2 000 преподавателей.
Столкнувшись с этими изменениями, участники Университетской революции опубликовали «Манифест, отвергающий разрушение университетской автономии», в котором указали, что виновником государственного переворота Бансера и его последствий был американский империализм, стремившийся сдержать подъём социалистической революции, распространявшейся в регионе и стране, чтобы та не помешала разграблению им природных ресурсов Боливии и усилению неоколониальной зависимости.

### Основной закон Боливийского университета
2 июня 1972 года был обнародован «Основной закон Боливийского университета» — результат университетской реформы Бансера, заявлявший, что концепция «автономии» была искажена и нечувствительна к реалиям страны, что вызвало анархию. Среди введённых режимом мер были следующие:
- Восстановление вступительных экзаменов, что положило конец доступу в университет выходцев из низов.
- Ограничение участия студентов в советах университетов и факультетов.
- Запрет протестных движений педагогов и учащихся.
- Приостановка свободных выборов ректоров и деканов.
- Разрешение правительству вмешиваться в деятельность университетов при любых обстоятельствах под предлогом «неэкстерриториальности» университетов.

## Другие оценки
23 ноября 1971 года так называемое Университетское антиимпериалистическое движение, связанное с Революционным националистическим движением (вступившим тогда в альянс с фалангой и правыми властями), опубликовало «Университетский манифест», в котором отмечало закрытие UMSA и заявляло, что активисты Университетской революции, начавшейся в 1970 году, неправильно поняли термин «автономия», поскольку университет «должен работать в координации с государством», чтобы сделать национальное освобождение эффективным. Эти заявления были восприняты революционерами как попытка правых подстроиться под репрессии.